# Mai Quân
Mai Quân (1934 – 2014) tên thật là Huỳnh Kim Thạch là một soạn giả cải lương và là nhà hoạt động cách mạng người Việt Nam.

## Tiểu sử và sự nghiệp
Mai Quân, tên thật là Huỳnh Kim Thạch, sinh năm 1934, tại xã Vĩnh Lợi, huyện Vĩnh Lợi, thị xã Bạc Liêu, tỉnh Bạc Liêu. Năm 13 tuổi ông bắt đầu đi theo cách mạng, sau đó hoạt động trong chi hội văn nghệ Nam bộ.
Mùa xuân năm 1950, theo tình hình chiến sự, khi trường giải tán và các học sinh được phân về các cơ quan và vào bộ đội, soạn giả Mai Quân được đưa về Sở Giáo dục Nam bộ phụ trách việc soạn thảo các tài liệu giáo khoa. Năm 20 tuổi, ông được cử vào Sài Gòn hoạt động văn nghệ quần chúng trong giới học sinh - sinh viên. Năm 1955, ông được kết nạp vào Đảng Cộng sản Việt Nam.
Được một thời gian, bị bại lộ, ông về gánh hát Phước Chung, tiếp tục hoạt động cách mạng với danh nghĩa soạn giả cải lương.
Với tên Mai Quân ông đã viết nhiều vở diễn có nội dung tiến bộ và tạo được tiếng vang ở đoàn Phước Chung như Nhụy hoa lan, Tuyết phủ chiều đông, Bên đồi trăng, Lạnh hoàng hôn,... Ông còn viết hàng chục vở tuồng khác cho các đoàn như Thanh Tao, Ngọc Kiều, Kim Chung…
Khoảng năm 1961 ông được bầu là ủy viên phụ trách sân khấu tiểu ban văn nghệ Sài Gòn - Gia Định. Năm 1967 ông bị địch bắt và đày đi Côn Đảo.
Sau năm 1974, ông trở về và tiếp tục sáng tác cho đoàn Văn công Thành phố. Khoảng năm 1990, ông được bầu làm trưởng ban Ái hữu nghệ sĩ, có nhiều hoạt động tích cực giúp đỡ nghệ sĩ già, neo đơn.
Ông qua đời tại Bệnh viện Nguyễn Trãi (TP. Hồ Chí Minh) ngày 10 tháng 12 năm 2014 sau thời gian dài mang một khối u trong gan, thọ 80 tuổi. Ngay trong tang lễ của ông, Phó bí thư Đảng ủy Liên hiệp các hội Văn học Nghệ thuật tại thành phố đã trao huy hiệu 60 năm tuổi Đảng của ông cho vợ là nghệ sĩ Thùy Liên.

## Tác phẩm
Ông là tác giả của nhiều vở cải lương:
- Nhụy Hoa Lan
- Bên đồi trăng phủ
- Tuyết phủ chiều đông
- Sông Thương tiếng đàn Kiều
- Nửa đêm nguyện cầu
- Khúc nhạc từ bi

Riêng vở cải lương Nhuỵ Hoa Lan là vở cải lương nổi tiếng nhất của ông. Vở cải lương được viết vào khoảng năm 1953 bắt nguồn từ vở Hoa kịch Bạch Mao Nữ.

## Đời tư
Ông kết hôn với nữ diễn viên điện ảnh Thùy Liên và có 2 người con gái.